# Viktor Claesson
Viktor Claesson (Värnamo, 2 januari 1992) is een Zweeds voetballer die doorgaans als centrale middenvelder speelt. Hij tekende in maart 2022 voor FC Kopenhagen, nadat zijn contract bij FK Krasnodar was verscheurd. Claesson debuteerde in 2012 in het Zweeds voetbalelftal.

## Clubcarrière
Claesson stroomde in 2008 door vanuit de jeugd van IFK Värnamo. Hiermee speelde hij een paar seizoenen in de Ettan en een jaar in de Superettan. Hij maakte in die tijd totaal 29 doelpunten in 71 competitiewedstrijden. Claesson verruilde IFK Värnamo in januari 2012 voor IF Elfsborg, waar hij een vijfjarig contract tekende. Coach Jörgen Lennartsson liet hem in zijn eerste seizoen in de Allsvenskan 27 keer spelen, waarvan 19 keer als basisspeler. Hij werd dat jaar voor het eerst in zijn carrière Zweeds landskampioen. Na een minder seizoen in 2013 heroverde Claesson in 2014 onder coach Klas Ingesson zijn basisplaats. Die stond hij in de rest van zijn periode bij Elfsborg vervolgens niet meer af. Hij speelde in vijf seizoenen 134 competitiewedstrijden voor de club en 24 in de Europa League. Claesson verruilde Elfsborg in januari 2017 voor FK Krasnodar. Ook hier vocht hij zich meteen in de basis. Na 72 wedstrijden in 2,5 seizoen in de Premjer-Liga, miste hij het grootste gedeelte van het seizoen 2019/20 vanwege een in juni 2019 bij het nationale elftal opgelopen kruisbandblessure.
Door de Russische invasie van Oekraïne werd zijn contract bij de Russische club op 5 maart 2022 stopgezet. Daarop tekende hij op 30 maart 2022 transfervrij bij het Deense FC Kopenhagen tot het einde van het seizoen. Na het behalen van het landskampioenschap werd zijn contract bij de club met vier jaar verlengd.

## Interlandcarrière
Claesson maakte deel uit van verschillende Zweedse nationale jeugdelftallen. Hij debuteerde op 18 januari 2012 in het Zweeds voetbalelftal. Bondscoach Erik Hamrén liet hem toen in de 73e minuut invallen voor Stefan Ishizaki in een met 0–2 gewonnen oefeninterland in en tegen Bahrein. Hij maakte vijf dagen later zijn eerste interlanddoelpunt. Hij zette Zweden toen op 0–2 in een met 0–5 gewonnen oefeninterland in en tegen Qatar.
Claesson speelde in 2013 weer twee interlands. Verder bracht hij de interlandperiodes tot en met 2015 door in Zweden –21. Bondscoach Hamrén werd na afloop van het EK 2016 opgevolgd door Janne Andersson. Hij maakte Claesson datzelfde jaar een vaste naam binnen de Zweedse selectie. Claesson maakte onderdeel uit van de ploeg die zich kwalificeerde voor het WK 2018 en speelde in alle vijf de wedstrijden die de Zweden actief waren op dat toernooi. Hij leverde daarbij in alle drie de groepswedstrijden een assist.
Claesson speelde ook voor Zweden in de UEFA Nations League 2018/19 en scoorde drie keer in de eerste drie kwalificatiewedstrijden voor het EK 2020. Hij liep op 10 juni 2019 een kruisbandblessure aan zijn rechterknie op tijdens een EK-kwalificatiewedstrijd tegen Spanje. Die kostte hem de rest van het jaar en de eerste maanden van het volgende. 

### Interlanddoelpunten
| #  | Datum           | Stadion                        | Tegenstander | Doelpunt | Eindstand | Competitie     |
| -- | --------------- | ------------------------------ | ------------ | -------- | --------- | -------------- |
| 1. | 23 januari 2012 | Jassim Bin Hamad Stadium, Doha | Qatar        | 0–2      | 0–5       | Oefeninterland |

## Erelijst
| Competitie           | Aantal      | Jaren       |             |             |
| IF Elfsborg          | IF Elfsborg | IF Elfsborg | IF Elfsborg | IF Elfsborg |
| -------------------- | ----------- | ----------- | ----------- | ----------- |
| Zweeds landskampioen | 1x          | 2012        |             |             |
| Beker van Zweden     | 1x          | 2013/14     |             |             |
| FC Kopenhagen        |             |             |             |             |
| Deens landskampioen  | 1x          | 2021/22     |             |             |

1 Trott ·
2 Diks ·
4 Garananga ·
5 Pereira ·
6 Hatzidiakos ·
7 Claesson  ·
8 Mattsson ·
9 Onugkha ·
10 Elyounoussi ·
11 Larsson ·
13 Huescas ·
14 Cornelius ·
15 López ·
16 Robert ·
17 Froholdt ·
19 Chiakha ·
20 Boilesen ·
21 Sander ·
22 Gotsjoleisjvili ·
24 Meling ·
27 Delaney ·
30 Achouri ·
31 Rúnarsson ·
33 Falk ·
36 Clem ·
38 Højer ·
40 Bardghji ·
Coach: Neestrup
· Assistent-coach: Nørregaard
· Keeperstrainer: Christensen
1 Olsen ·
2 Lustig ·
3 Lindelöf ·
4 Granqvist ·
5 Olsson ·
6 Augustinsson ·
7 Larsson ·
8 Ekdal ·
9 Berg ·
10 Forsberg ·
11 Guidetti ·
12 Johnsson ·
13 Svensson ·
14 Helander ·
15 Hiljemark ·
16 Krafth ·
17 Claesson ·
18 Jansson ·
19 Rohdén ·
20 Toivonen ·
21 Durmaz ·
22 Thelin ·
23 Nordfeldt ·
Coach: Andersson
1 Olsen ·
2 Lustig ·
3 Lindelöf ·
4 Granqvist  ·
5 Bengtsson ·
6 Augustinsson ·
7 S. Larsson ·
8 Ekdal ·
9 Berg ·
10 Forsberg ·
11 Isak ·
12 Johnsson ·
13 Svensson ·
14 Helander ·
15 Sema ·
16 Krafth ·
17 Claesson ·
18 Jansson ·
19 Svanberg ·
20 Olsson ·
21 Kulusevski ·
22 Quaison ·
23 Nordfeldt ·
24 Danielson ·
25 J. Larsson ·
26 Cajuste ·
Coach: Andersson